# František Veselý (politik)
František Veselý (18. září 1863 Jičín – 24. září 1935 Praha) byl český a československý advokát, politik, ministr spravedlnosti, poslanec Revolučního národního shromáždění Republiky československé za Československou stranu pokrokovou a později senátor Národního shromáždění ČSR za Československou stranu socialistickou (dříve národní sociálové, pozdější národní socialisté).

## Osobní život
Narodil se jako prvorozený syn do rodiny jičínského cukráře, jeho matka pocházela z měšťanské rodiny Kraciků, rovněž z Jičína. Když jeho matka v roce 1865 zemřela, oženil se jeho otec v roce 1867 podruhé. s Marií, rozenou Seifertovou. Otcova živnost však nevynášela, proto svou druhou ženou i své děti roku 1873 opustil a odešel do Prahy.[zdroj?] (V soupisu pražských obyvatel je veden s druhou manželkou a všemi dětmi.) Františka začala následně vychovávat jeho babička z matčiny strany, vlastnící malý obchod v Jičíně.
Po ukončení na obecné školy nastoupil v Jičíně na gymnázium, kde roku 1881 odmaturoval. Zástupcem ředitele byl v té době František Lepař, s jehož syny Vladislavem a Zdeňkem se František později spřátelil. Doktorát na právnické fakultě české Karlo–Ferdinandovy univerzity získal v roce 1887.
Později se zasnoubil s Miladou Erbenovou, jejíhož bratra Englberta doučoval jakožto mladšího spolužáka z gymnázia. V té době již působil zároveň jako koncipient v místní právní kanceláři, což ovlivnilo jeho pozdější volbu povolání.
Zemřel 1. ledna 1935 v Praze a byl pohřben v rodinné hrobce na Novém městském hřbitově v Benešově.

### Rodina
Bratři Antonín Pravoslav Veselý a Josef Veselý byli odsouzeni v procesu s Omladinou, stali se redaktory levicového tisku.
Dcera Ludmila Kloudová-Veselá absolvovala Právnickou fakultu Univerzity Karlovy v Praze a roku 1929 se stala vůbec druhou akreditovanou advokátkou v Československu. Posléze působila jako místopředsedkyně Ženské národní rady, kde spolupracovala mj. s JUDr. Miladou Horákovou. (zdroj???)

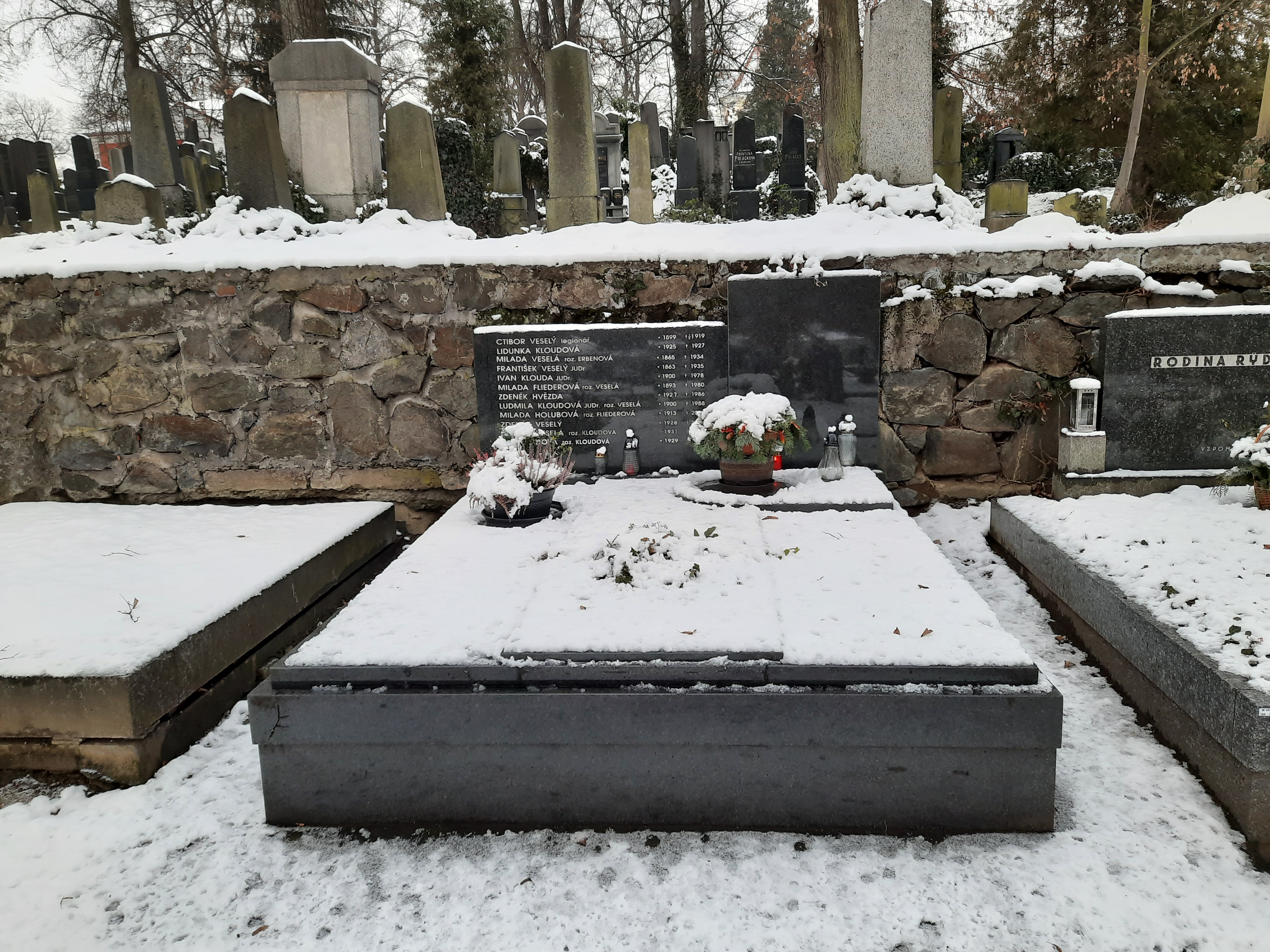
Hrobka rodiny Veselých na Novém městském hřbitově v Benešově

## Politická dráha
Už v 90. letech 19. století se začal, tehdy jako advokát z Benešova, angažovat v politickém a veřejném životě, coby součást hnutí pokrokářů blízkého Tomáši Masarykovi, kterému dělal právního zástupce. Patřil mezi ty Masarykovy blízké, kteří ho přemlouvali, ať pokrokové hnutí zformuje v politickou stranu. Roku 1900 po hilsneriádě pak byla skutečně založena Česká strana lidová (neboli Realistická strana). Veselý se podílel na vypracování jejího programu. 

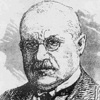
František Veselý na dobové kresbě

Zasedal v jejím výkonném výboru. Tato skupina se později ustavila jako Česká strana pokroková a v roce 1912 po revizi programu jako Československá strana pokroková, jejímž předsedou se Veselý stal. Po svém návratu z Holandska jej 20. září 1914 jmenoval prof. T. G. Masaryk zástupcem dr. Přemysla Šámala v "České maffii".  V letech 1917–1918 patřil mezi hlavní stoupence zachování pokrokové strany jako samostatné politické síly a odmítal její fúzi s jinými národně liberálními formacemi do České státoprávní demokracie (později Československá národní demokracie).
V letech 1918–1920 zasedal za pokrokáře v Revolučním národním shromáždění. V lednu 1920 se konal likvidační sjezd Československé strany pokrokové, kde její poslední předseda Otakar Krouský rozhodl o fúzi s národními socialisty. V parlamentních volbách v roce 1920 získal senátorské křeslo v Národním shromáždění. Mandát obhájil v parlamentních volbách v roce 1925 a parlamentních volbách v roce 1929. V senátu zasedal do roku 1935.
Zastával i vládní post. V první vládě Vlastimila Tusara (1919–1920) držel funkci ministra spravedlnosti.